# جاك فويجت
جاك فويجت (بالإنجليزية: Jack Voigt)‏ هو لاعب كرة قاعدة أمريكي، ولد في 17 مايو 1966 في ساراسوتا في الولايات المتحدة.

## وصلات خارجية
- جاك فويجت على موقعبيزبول رفرنس.كوم (الدوري الرئيسي) (الإنجليزية)
- جاك فويجت على موقعبيزبول رفرنس.كوم (الدوري الثانوي) (الإنجليزية)